# Universitat d'Antioquia
La Universitat d'Antioquia (UdeA) és la institució d'educació superior més important del departament de Antioquia, subjecta a inspecció i vigilància del Ministeri d'Educació de Colòmbia. Fundada el 1803, l'UdeA és reconeguda com una de les millors universitats del país.
El seu campus principal, Ciutat Universitària, està situat a la ciutat de Medellín, i compta a més amb les seus de Ciutadella Universitària de Robledo, edifici Sant Ignasi i Àrea de la Salut. També té seus alternes a Port Berrío, Santa Fe de Antioquia, Segòvia, Sonsón, Turbo i Yarumal.
És una entitat descentralitzada del departament d'Antioquia, organitzada com un ens universitari autònom amb règim especial, vinculada al Ministeri d'Educació Nacional en el qual té a veure amb les polítiques i la planificació del sector educatiu i en relació amb el Sistema Nacional de Ciència i Tecnologia.
Està integrada per 26 unitats acadèmiques dividides en 14 facultats, quatre escoles, quatre instituts i tres corporacions que ofereixen més d'un centenar programes de pregrau i una cinquantena de postgrau.
En rebre l'acreditació institucional d'alta qualitat del Ministeri d'Educació Nacional el 5 de setembre de 2003, per un lapse de nou anys, va ser la primera universitat pública a aconseguir-lo. El 14 de desembre de 2012, la universitat va rebre tornar a rebre l'acreditació institucional d'alta qualitat per un període de 10 anys, sent, juntament amb la Universitat dels Andes, la Universitat Nacional de Colòmbia i la Universitat de la Vall.

## Història

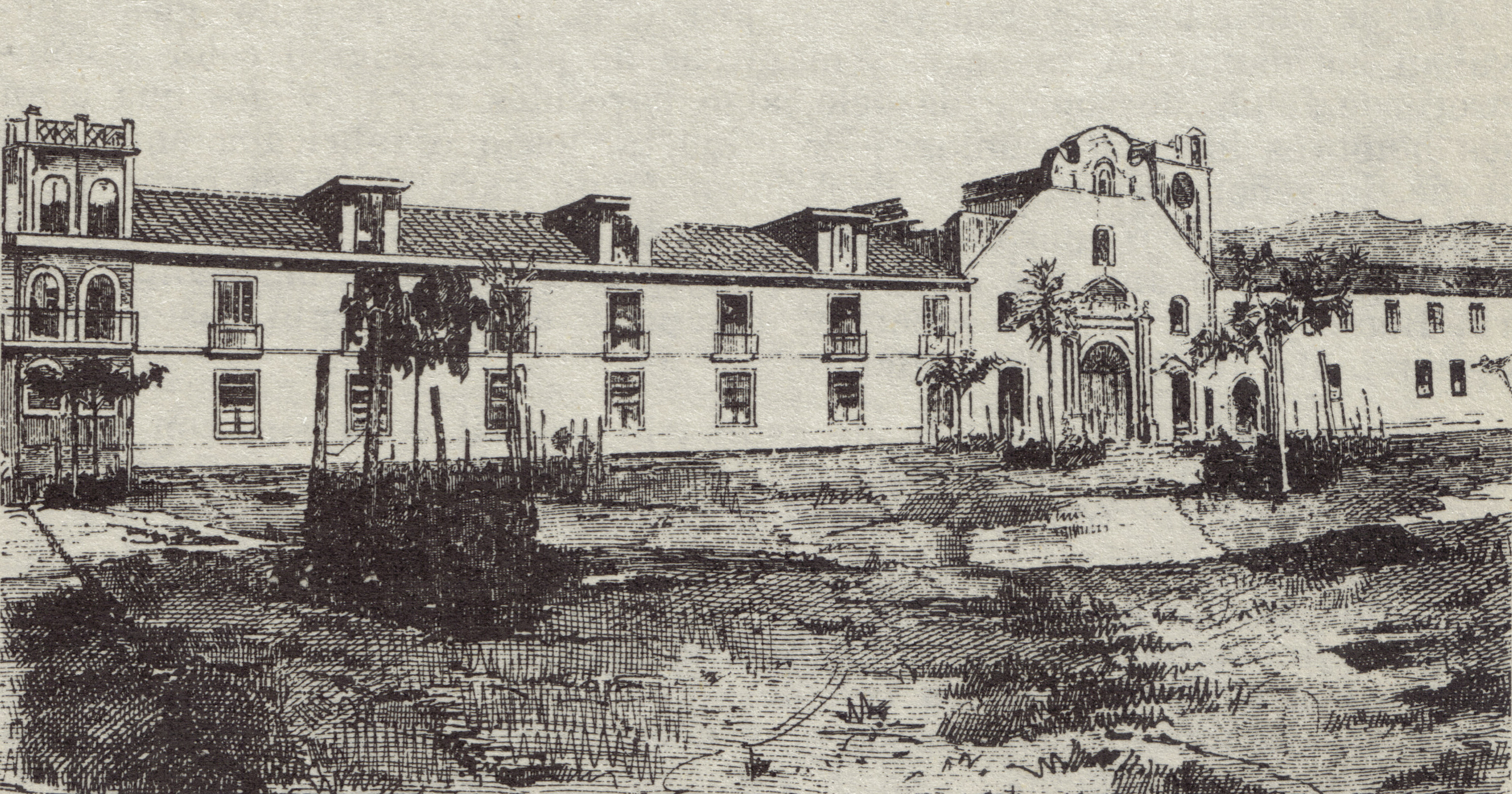
Universitat de Antioquia (esquerra) abans de la gran reforma. Al mig Església de Sant Ignacio i a l'altre costat quedava el col·legi de Sant Ignacio.

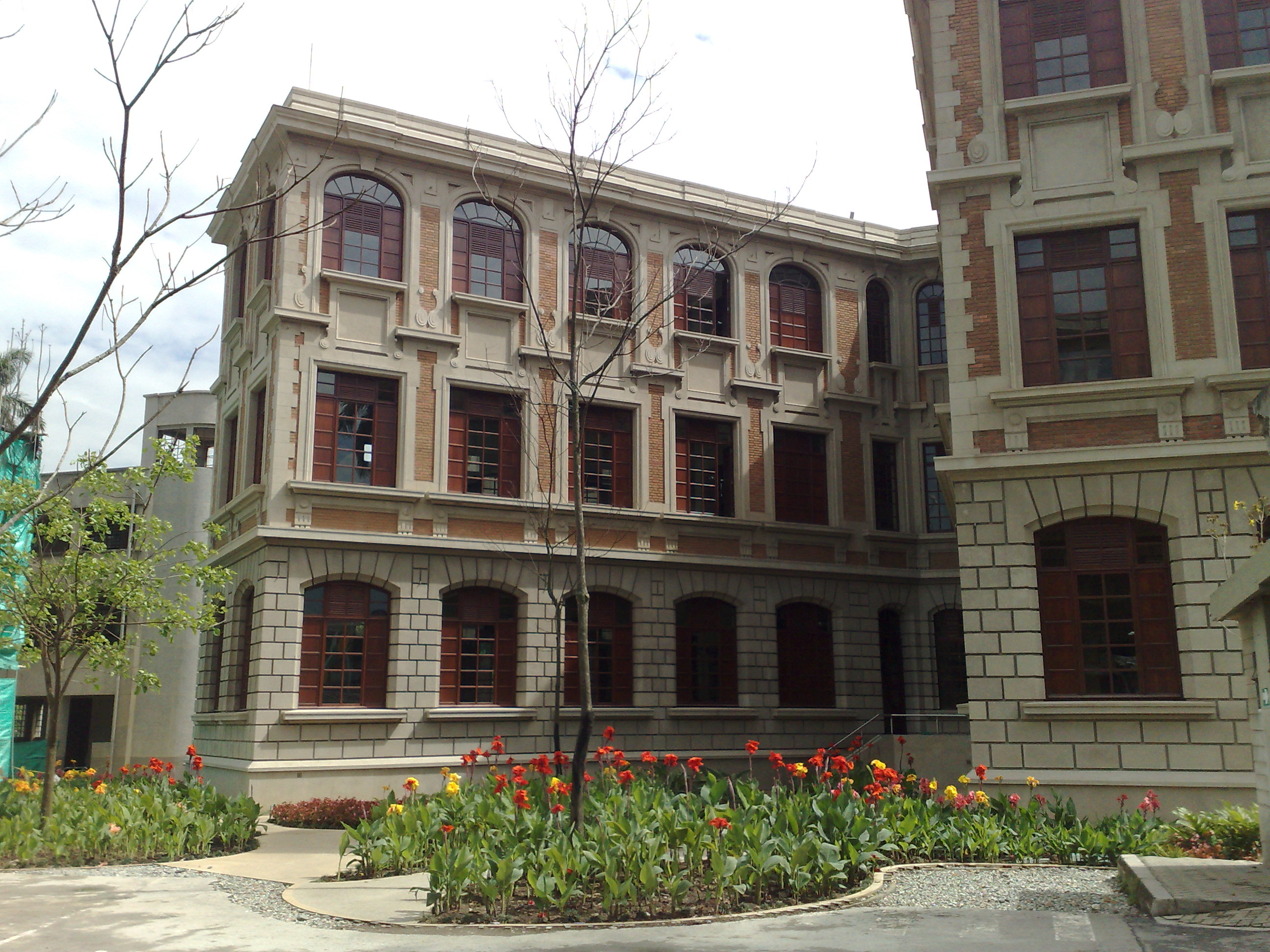
Facultat de Medicina.

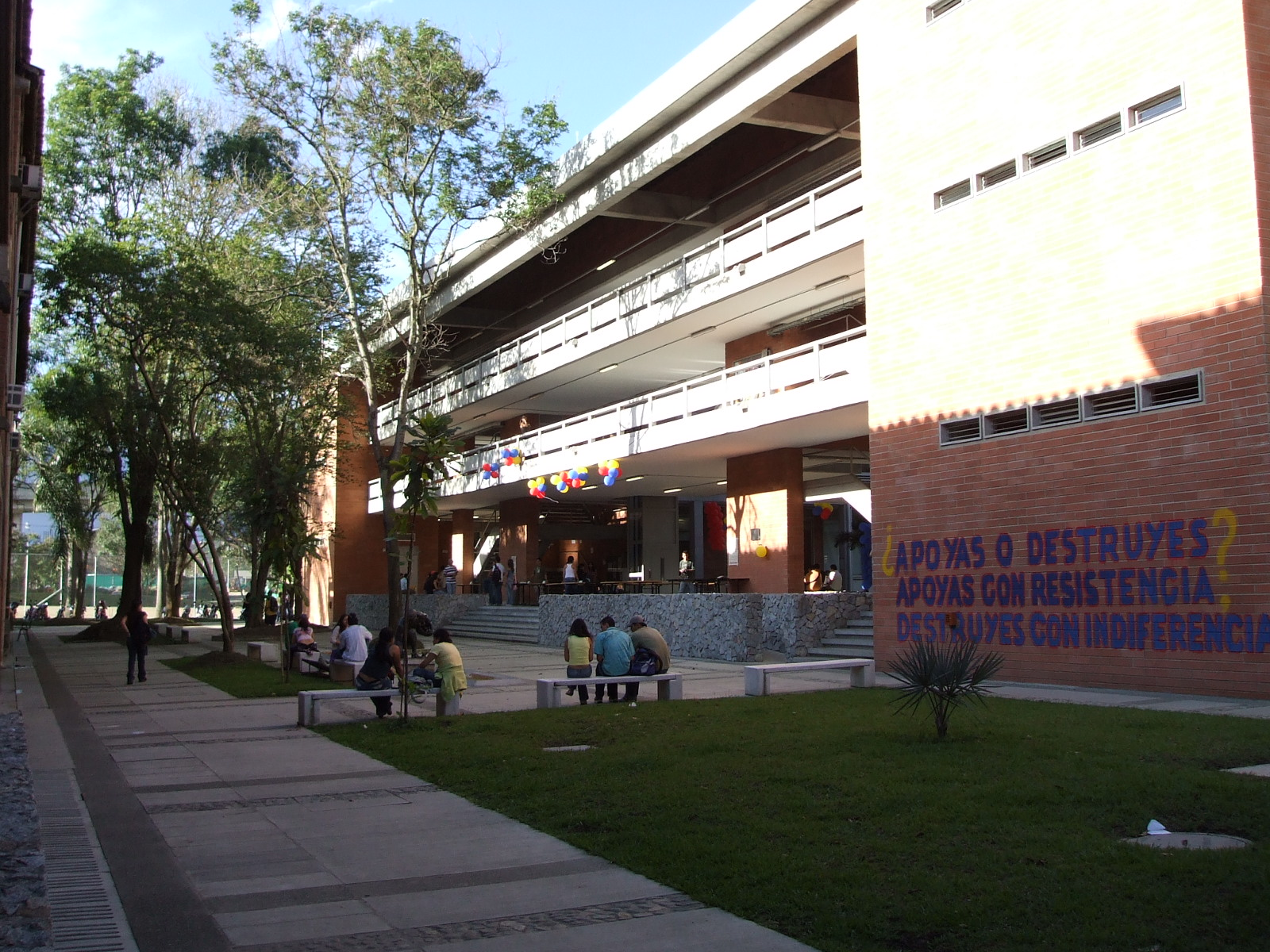
Facultat d'Enginyeria.

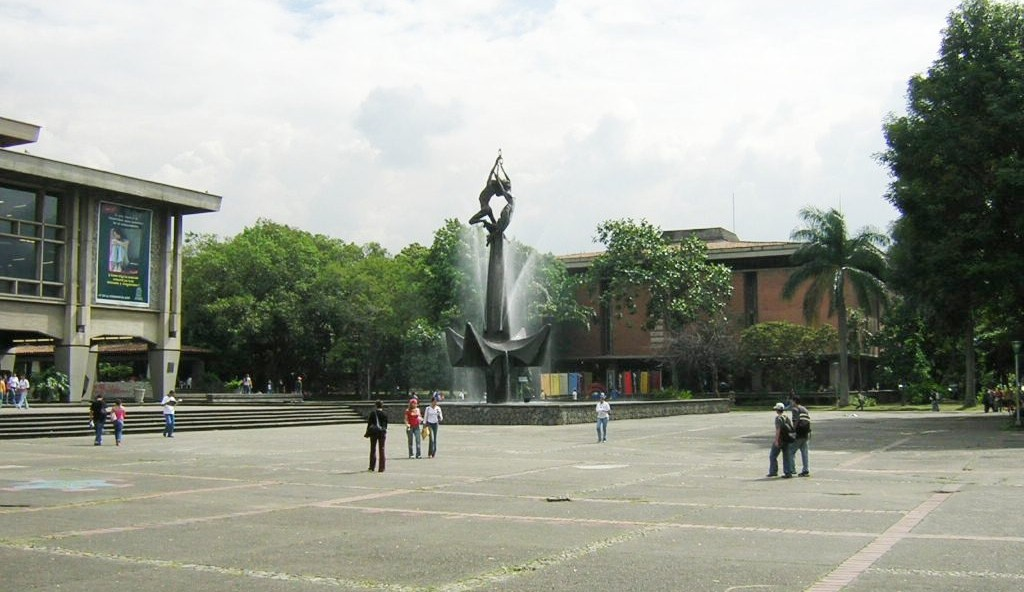
Placeta Central, Ciutat Universitària.

## Seus[calcitació]

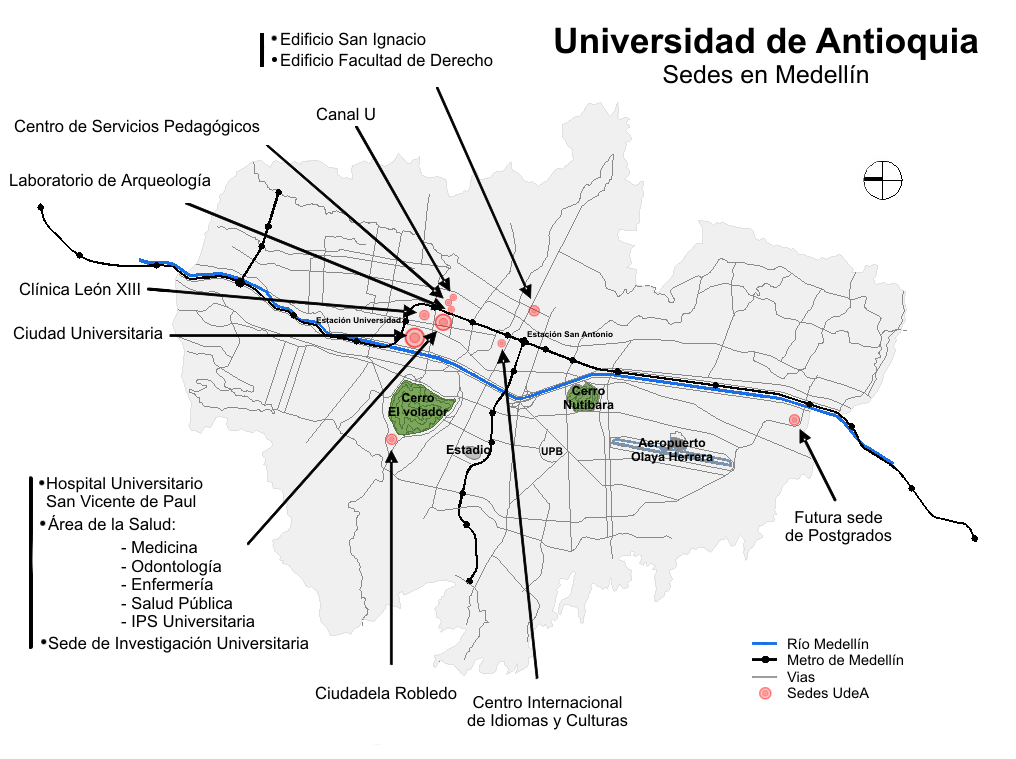
Ubicació dels diferents campus a la ciutat.

La Universitat està dispersa en diversos campus i edificis a la Ciutat de Medellín, sent la Ciutat Universitària la seu principal, i fora d'ella està la Ciutadella Robledo (petit campus situat al nord-occident al barri Robledo) i l'Àrea de la Salut el qual comprèn les facultats de Medicina, Infermeria, Odontologia, Salut Pública, la Seu de Recerca Universitària –SIU– i la IPS Universitària totes escampades al voltant de l'Hospital Universitari Sant Vicent de Paúl.
Relativament prop de l'Àrea de la Salut es troba el Laboratori d'Arqueologia (al barri Prado).
Al centre de la ciutat, es localitza l'Edifici Sant Ignacio calmi històrica de la Universitat, el qual conté el Paranimf Aula Màxima de la Institució i darrere d'est, es troba l'edifici que va ocupar l'antiga Escola de Dret, el qual està restaurat completament i és la nova seu dels programes d'extensió de l'Escola d'Idiomes i dels consultoris jurídics de la Universitat. A més, l'Edifici Sud-americana situat al centre de la ciutat, es troba la seu del Centre Internacional d'Idiomes i Cultures.
En els voltants de la Ciutat Universitària es troba l'edifici d'Extensió i la Clínica León XIII, adquirida en el 2007 per la Universitat i administrada per la IPS Universitària. Pròximament es construirà la seu de Postgraus a l'antiga seu del Trànsit Departamental d'Antioquia.

### Campus

Mapa de la Ciutat Universitària.

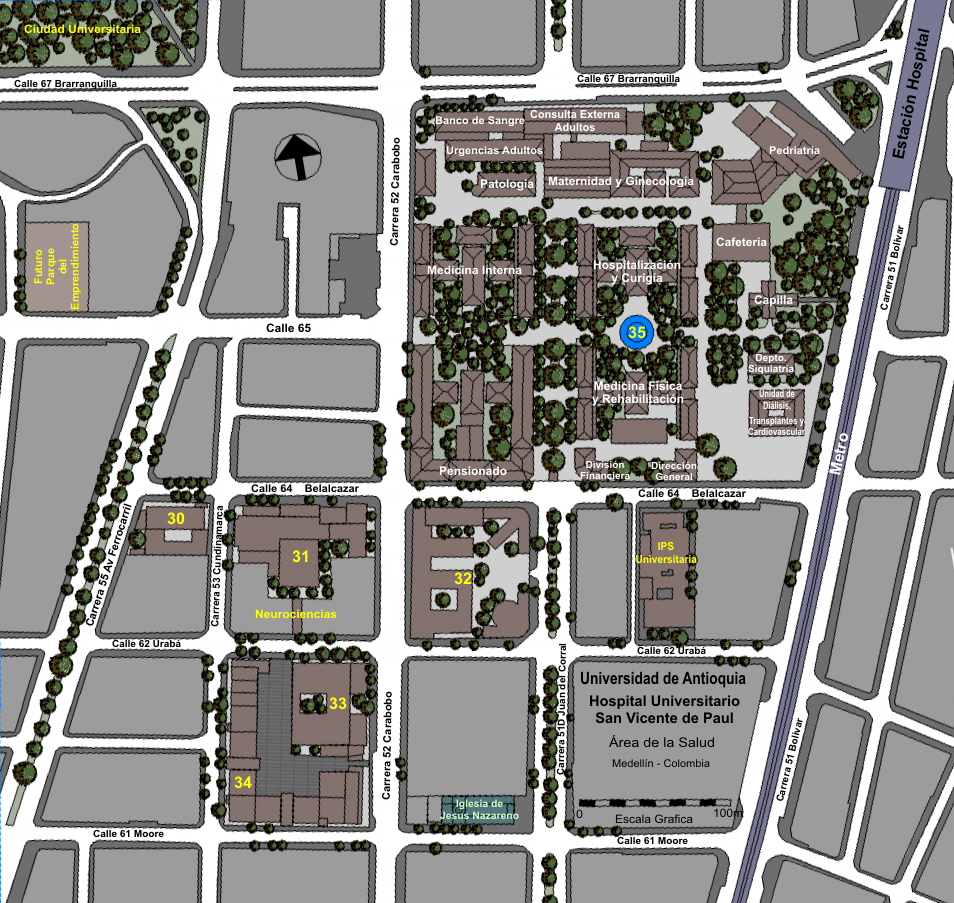
Mapa de l'Àrea de la Salut, situat al voltant de l'Hospital Universitari Sant Vicent de Paúl.

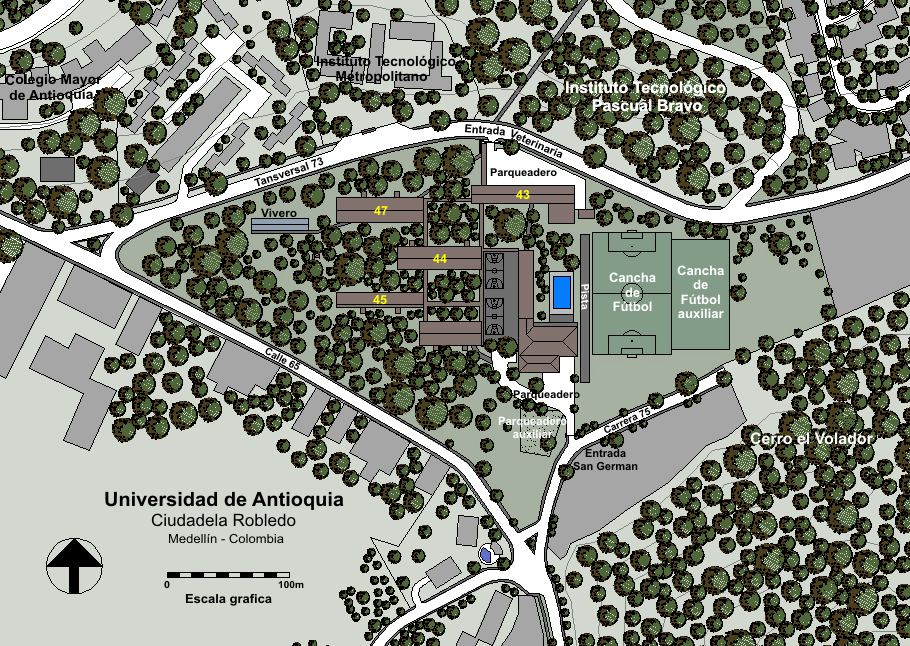
Mapa de la Ciutadella Robledo.

### Regionalització de la Universitat d'Antioquia
L'O. de A. va concentrar les seves instal·lacions a la ciutat de Medellín; però al llarg de les últimes dècades ha madurat emfatitzant el seu caràcter Departamental, i s'ha fixat, dins dels seus propòsits fonamentals, projectar-se a les regions del Departament per oferir el servei de l'educació superior.
Per fer efectiva la seva regionalització, la Universitat va establir en la seva estructura administrativa una unitat organizacional nomenada Adreça de Regionalització, que procedeix com a connexió entre les unitats acadèmiques i administratives i les comunitats regionals, convertint-se en l'entitat universitària encarregada de proposar polítiques, orientar, motivar, promocionar i donar suport a la regionalització. A més d'atorgar-se activitats directives i de coordinació, l'Adreça s'encarrega del suport logístic, financer, de gestió i d'assessoria, no només en el nivell directiu de l'estructura universitària, sinó a més, en el nivell operatiu del desenvolupament de les activitats de docència, extensió i recerca.
La Universitat compta amb seus en les localitats d'Embigat, Port Berrío, Amalfi, Segòvia, Yarumal, Santa Fe de Antioquia, El Carmen de Viboral, Sonsón, Andes i Turbo, cobrint així totes les regions de Antioquia. Estan inscrits uns 3646 estudiants (2006) en programes de pregrau i 26 en postgraus. Igualment compta amb l'estació piscícola de San José del Nús (corregimiento del municipi de Sant Roque), quatre hisendes situades en els municipis antioqueños de Barbosa, Caucasia, Sant Pere dels Miracles i Santo Domingo, i la Reforestadora Sant Sebastià, localitzada en la depressió momposina.

### Consell Superior Universitari
El Consell Superior Universitari és el màxim organisme d'adreça i govern de la Universitat. Està integrat pel Governador del departament de Antioquia, qui ho presideix, el Ministre d'Educació Nacional o el seu delegat, un representant del President de la República, i representants del Consell Acadèmic, professors, estudiants, Egressats, sector productiu, exrectors, i el Rector de la Universitat, amb veu i sense vot.
Entre les seves funcions aquesta crear i modificar els estatuts i altres normes universitàries, vetllar perquè la Institució estigui d'acord amb la llei. Aprovar el pressupost. Nomenar al Rector per a un període de tres anys, de candidats presentats pels membres de la Corporació i pel personal universitari. Establir l'estructura organitzativa, amb nivells jeràrquics, competències i funcions, de les unitats de l'àrea administrativa de la Universitat, perquè aquestes constitueixin un suport efectiu a les dependències acadèmiques i cooperin amb elles en les activitats que els són comunes.

### Consell Acadèmic
El Consell Acadèmic és la màxima autoritat acadèmica de la Universitat.

### Rectoria

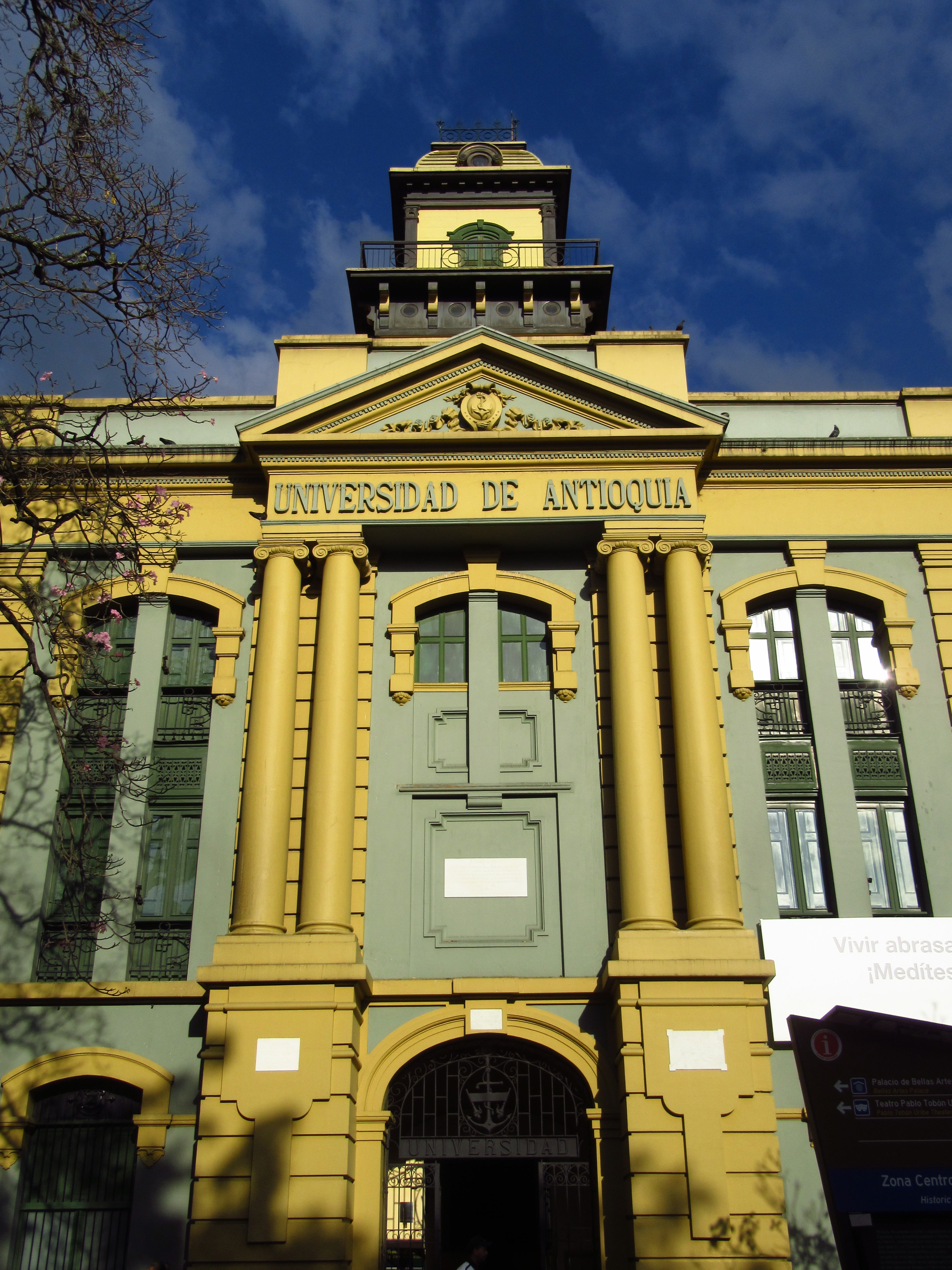
Paranimf de la Universitat.

El rector és el representant legal i la primera autoritat executiva de la Universitat.
El rector conforma i dirigeix la Dirreció, constituïda a més per: els vicerectors general, de Recerca, de Docència, d'Extensió i Administratiu, així com els directors de l'administració central i el secretari general.

## Unitats acadèmiques
La Universitat està integrada per 26 unitats acadèmiques dividides en 14 facultats, quatre escoles, quatre instituts i tres corporacions que ofereixen prop de 130 programes de pregrau, i en postgrau, s'ofereixen 23 doctorats, 58 especialitzacions, 46 especialitats mèdiques, 57 mestratges, per a un total de 184 postgraus. El personal docent de la universitat és de 1853 professors (2011) dels quals, 497 són doctorats, 459 tenen una especialització, 727 amb mestratges i 170 pregrau-professional.
Estan inscrits aproximadament 37 032 estudiants (2011), dels quals 34 685 són de pregrau i 2347 de postgrau, no obstant això aquesta informació varia cada semestre.
La facultat és la dependència bàsica i fonamental de l'estructura acadèmic administrativa de la Universitat, amb l'autonomia que els estatuts i els reglaments li confereixen per donar-se la seva organització interna, administrar els seus recursos, planificar i promoure el seu desenvolupament, coordinar, dirigir i administrar recerca, docència i extensió, en totes les seves modalitats i nivells. És dirigida pel Degà i el Consell de la Facultat.
La Facultat està constituïda al seu torn, per Instituts o Escoles i per Departaments Acadèmics o Centres. Els Instituts i les Escoles ocupen el primer ordre en l'estructura; els Departaments Acadèmics i Centres, el segon. A més, algunes Escoles i Instituts no pertanyen a cap Facultat, sent autònoms i independents gairebé com qualsevol facultat i cadascun està dirigit per un Director.

## Admissió[calcitació]
L'admissió a la universitat està dividida en dos processos diferents d'acord amb els nivells educatius, un per a pregraus i uns altres per a postgraus. L'admissió per al pregrau s'efectua a través d'un examen de coneixement que es realitza dues vegades a l'any. S'hi mesuren les mesuren habilitats i coneixements bàsics (llengua i matemàtica) així com el coneixement a l'àrea a la qual es desitja presentar. Des de l'examen d'admissió per al semestre 2016-1 s'avalua a l'aspirant pel que fa a la carrera a la qual desitja ingressar.
L'examen és igual per als aspirants de totes les carreres excepte pels de la Facultat d'Arts.

## Recerca

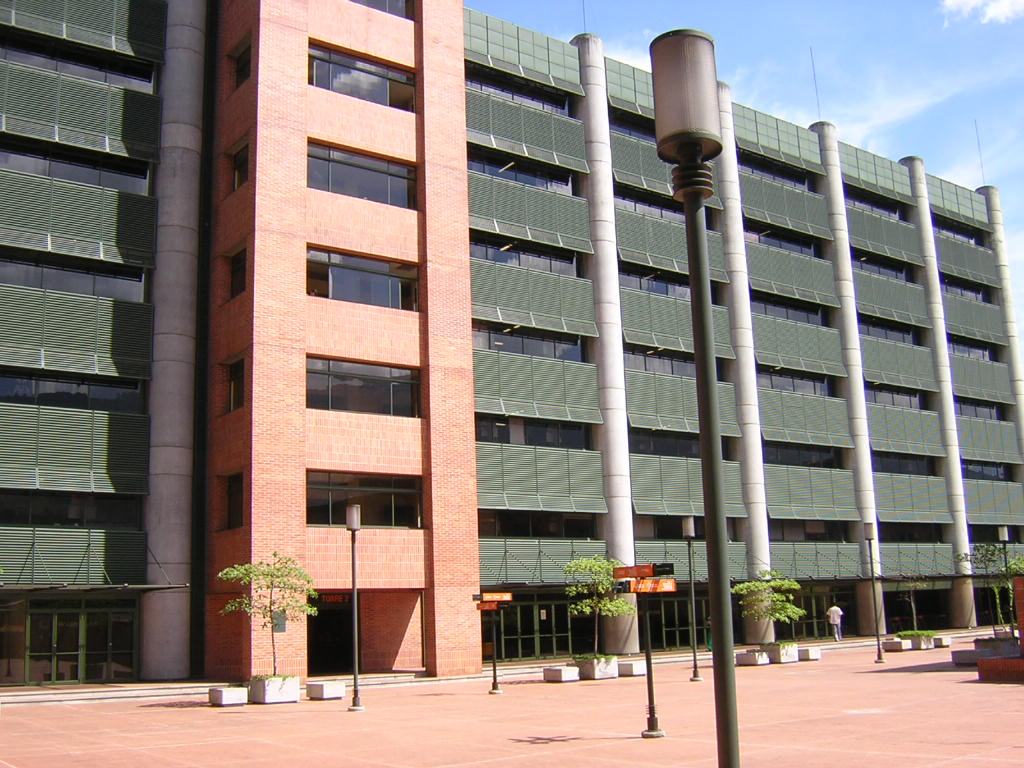
Seu de Recerca Universitària (SIU)

En el transcurs dels últims anys la universitat ha incrementat el seu suport a la recerca i ha creat fons que enforteixen la recerca.
El 2004 es va estrenar la Seu de Recerca Universitària –SIU–, l'edifici més important de la universitat per desenvolupar recerca interdisciplinària, en àrees tan diverses com a biotecnologia, química, ciències dels materials, genètica, medi ambient, immunologia, malalties infeccioses i tropicals, entre unes altres.
Tot això ha permès que la Universitat compti amb més de 160 grups de recerca reconeguts per Colciencias, dividits en 91 grups classificats en categoria A, 47 en la categoria B, 23 en la categoria C, i 14 grups Reconeguts. Al voltant de mil projectes de recerca en curs, llancen entre els seus resultats més de 153 publicacions internacionals per any, en revistes científiques tan prestigioses com American Journal of Human Genetics, American Journal of Tropical Medicine and Higiene, Physical Review, Optik, Physica B: Condensed Matter, Optics Communications, entre unes altres. El suport de la Universitat a la recerca també es veu en més de 600 joves investigadors formats; més de 145 000 milions de pesos de recursos empleats en recerca durant l'any 2006, el 50 % dels quals s'obtenen amb recursos externs a la Universitat; més de 300 empreses nacionals i internacionals que financen recerca en la institució; diferents premis nacionals i internacionals; consecució de patents.
| Creixement de les publicacions internacionals 1998-2007        | Creixement de les publicacions internacionals 1998-2007 | Creixement de les publicacions internacionals 1998-2007 | Creixement de les publicacions internacionals 1998-2007 | Creixement de les publicacions internacionals 1998-2007 | Creixement de les publicacions internacionals 1998-2007 | Creixement de les publicacions internacionals 1998-2007 | Creixement de les publicacions internacionals 1998-2007 | Creixement de les publicacions internacionals 1998-2007 | Creixement de les publicacions internacionals 1998-2007 | Creixement de les publicacions internacionals 1998-2007 |
| -------------------------------------------------------------- | ------------------------------------------------------- | ------------------------------------------------------- | ------------------------------------------------------- | ------------------------------------------------------- | ------------------------------------------------------- | ------------------------------------------------------- | ------------------------------------------------------- | ------------------------------------------------------- | ------------------------------------------------------- | ------------------------------------------------------- |
| Any de publicació                                              | 1998                                                    | 1999                                                    | 2000                                                    | 2001                                                    | 2002                                                    | 2003                                                    | 2004                                                    | 2005                                                    | 2006                                                    | 2007                                                    |
| Núm. de publiciones                                            | 87                                                      | 94                                                      | 111                                                     | 107                                                     | 117                                                     | 130                                                     | 148                                                     | 154                                                     | 167                                                     | 159                                                     |
| font:Thomson Scientific (Institute for Scientific Information) |                                                         |                                                         |                                                         |                                                         |                                                         |                                                         |                                                         |                                                         |                                                         |                                                         |

És una de les institucions amb més programes acreditats i reacreditats d'alta qualitat pel Ministeri d'Educació Nacional per mitjà del Consell Nacional d'Acreditació -CNA-. Tot això contribueixen al posicionament de l'O. de A. com una universitat de recerca.

### Hospital Universitari de Sant Vicent Fundació

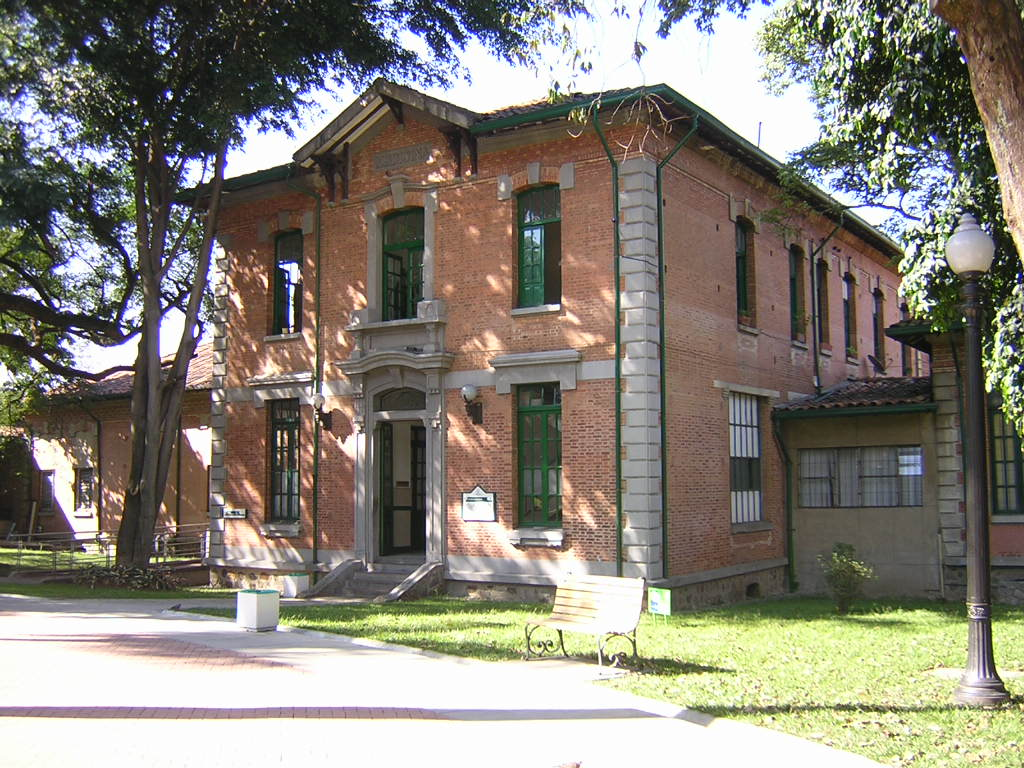
Hospital Universitari Sant Vicent de Paúl.

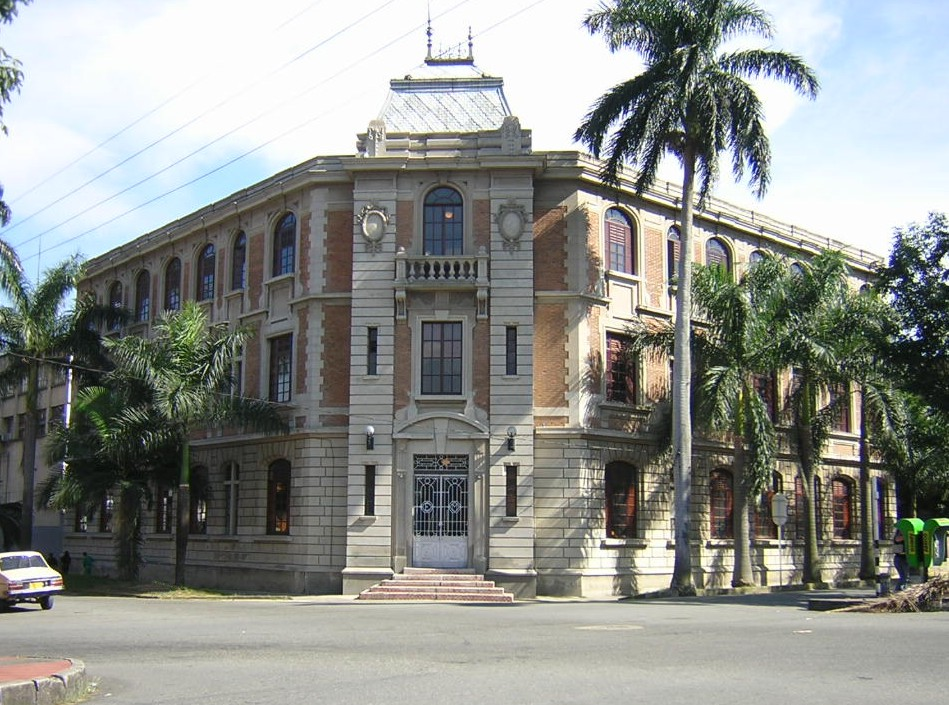
Facultat de Medicina, àrea de la salut.

L'Hospital és una institució privada sense ànim de lucre que presta serveis de salut amb èmfasi en l'atenció del pacient d'alta complexitat, i és una de les institucions de salut més grans i importants del país i de la regió, pionera en nombrosos trasplantaments i on es realitza recerca mèdica d'alt nivell.
Els programes de trasplantaments a l'Hospital, amb el suport acadèmic i de recerca de la Facultat de Medicina de la Universitat d'Antioquia es van iniciar fa més de trenta anys i des de llavors, els assoliments han estat permanents i per això s'ha posicionat com una de les institucions de trasplantaments més avançades a Colòmbia i Amèrica Llatina.

### Canal U
El Canal Universitari d'Antioquia (Canal O) és el primer canal de televisió de senyal obert especialitzat en el públic universitari a Colòmbia. Cobreix una àrea de deu municipis de la Vall d'Aburrá, inclosa la ciutat de Medellín, la qual cosa significa que el senyal arriba a més de tres milions d'habitants.

### Centre de Ciència i Tecnologia d'Antioquia
El Centre de Ciència i Tecnologia d'Antioquia (CTA), és una entitat mixta, sense ànim de lucre, creada amb el suport del Govern Departamental, de Proantioquia, de Colciencias, de diverses universitats incloent l'O. d'A., gremis, fundacions, institucions i empreses privades de Antioquia. La seva seu es troba a l'Edifici Torre d'Argos en ple centre de la ciutat de Medellín.

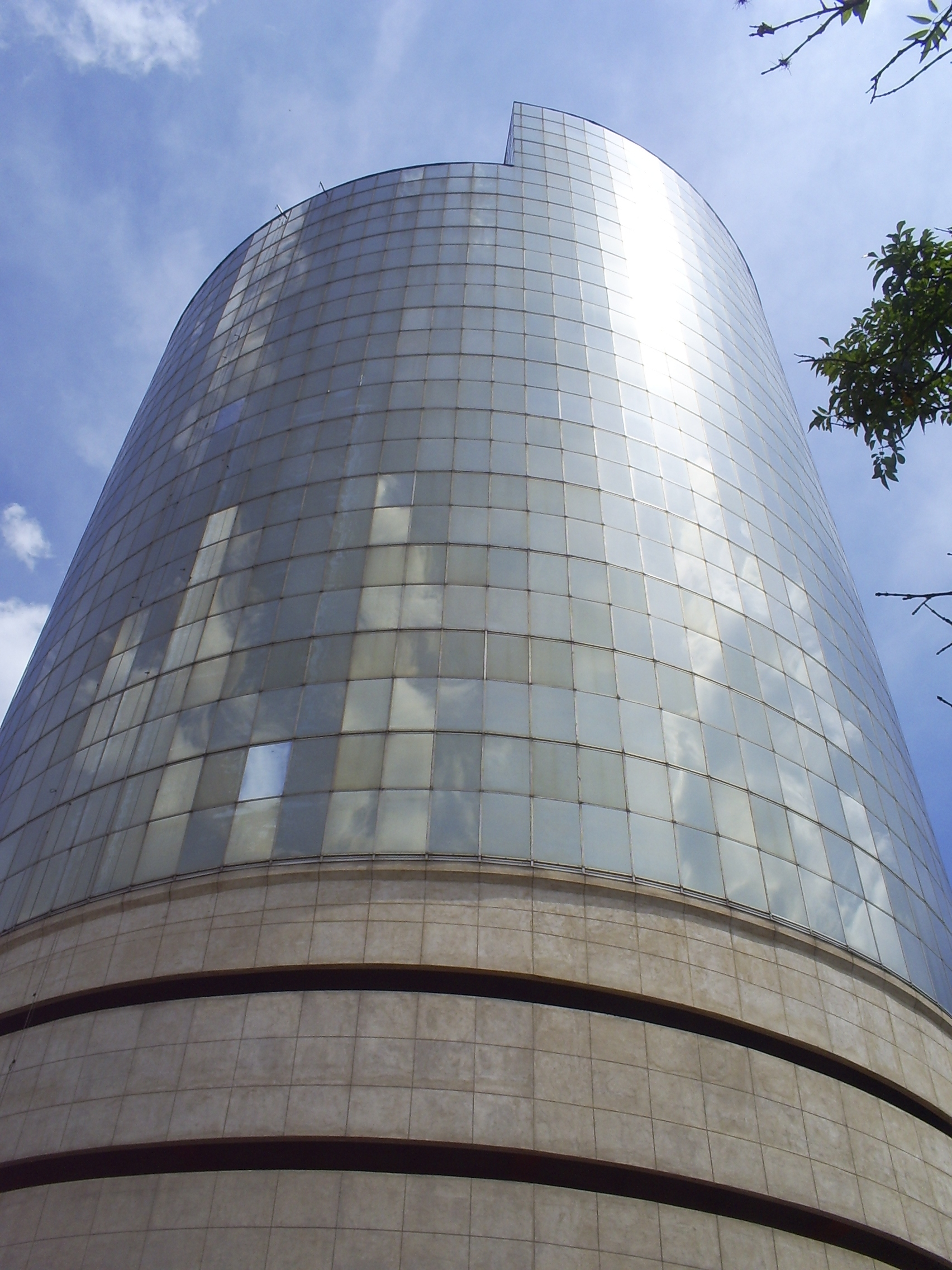
Edifici Torre d'Argos, seu del CTE.

### Museu Universitari
El Museu Universitari Universitat d'Antioquia és una institució cultural de caràcter públic. Té els seus orígens en dos antics museus universitaris, el de Ciències Naturals, fundat el 1942 pel professor Eduardo Zuluaga, i el d'Antropologia, fundat el 1943 pel professor Graciliano Arcila Vélez; aquests museus van ser fusionats el 1970. La seu principal està situada en la Placeta Central de la Ciutat Universitària (Bloc 15) i compta amb 6400 m² de superfície, també té calmis satèl·lits a l'edifici Sant Ignacio i en la Facultat de Medicina.
Compta amb més de quaranta mil objectes museales distribuïts en sis col·leccions:
- La Col·lecció d'antropologia exhibeix una col·lecció de 20 000 peces arqueològiques de ceràmica, lítics, petxina, os, metall, cuir, fusta, restes òssies; compte a més amb objectes etnogràfics de la cultura material dels grups i pobles indígenes i afrodescendents.[18] La Col·lecció d'Antropologia ocupa a Colòmbia el primer lloc en ceràmica prehispánica i és la primera col·lecció etnogràfica dels grups afrodescendents.

- La Col·lecció d'Arts Visuals comprèn 2.650 peces de pintura, obra gràfica, fotografia i escultures contemporànies.[19] Aquesta col·lecció posseeix una pinacoteca amb obres en diferents tècniques: oli, acrílic, aquarel·la, pastís, tinta, llapis i gravats de mestres contemporanis i d'alguns artistes clàssics com Francisco Antonio Cano, Pedro Nel Gómez, Horaci Longas, Hernando Escobar i Gregorio Ramírez.

- La Col·lecció de Ciències Naturals compta amb 23.888 peces entre animals embalsamats, esquelets, pells d'estudi, minerals, fòssils i il·lustracions científiques, amb les quals es pretén aportar a la conscienciació sobre la importància de la preservació i conservació ambiental, així com la divulgació dels nostres recursos ambientals, especialment de la fauna.[20]

- Per la seva condició de Col·lecció Patrimonial, està situada a l'Edifici de Sant Ignacio, lloc on va néixer la Universitat fa més de 200 anys. La Col·lecció Història de la Universitat posseeix 952 elements patrimonials i peces representatives dels diferents moments històrics del Departament d'Antioquia.[21] A aquesta Col·lecció també pertanyen l'Arxiu Històric i l'Arxiu Fotogràfic de la Universitat.

- (Sala ja no present) La sala Galileu Interactiva ofereix una varietat d'elements que permeten al visitant experimentar fenòmens de les Ciències Naturals mitjançant la manipulació dels mateixos. Compta amb més de 70 muntatges i dissenys gràfics sobre diversos temes relacionats amb la ciència tals com: Moviment, termodinàmica, electricitat i magnetisme, ones, òptica, matemàtiques i biologia.[22]

- La Col·lecció Ésser humà, situada a l'Edifici de Morfologia de la Facultat de Medicina, a l'àrea de la salut, va ser declarat Monument Nacional, està conformada per 250 peces entre preparats permanents, preparats anatòmics: disseccions, proseccions anatòmiques (corts axials), preparats histològics permanents, col·leccions d'ossos i fetus (tècnica de transparentant). Aquesta Col·lecció compta amb dos muntatges: el primer se sensibilització i el segon especialitzat en l'ésser humà. Tots dos busquen aproximar als diferents públics al funcionament i comportament del cos humà.

### Biblioteca
La Biblioteca Central és la principal i més gran de l'O. d'A., està situada en la Placeta Central de la Ciutat Universitària (Bloc 8), al seu torn, és la més antiga i gran de la ciutat de Medellín i la de major riquesa en col·leccions de llibres i revistes, per a ús d'estudiants i públic en general. Compta amb 12 008 m² de superfície, té un catàleg de més de 650 000 textos de consulta. Entre el seu patrimoni té la col·lecció sobre Antioquia més completa de Colòmbia, des del segle xviii fins avui, i arxius de periòdics nacionals des de mitjan segle xix fins avui.
La biblioteca va sofrir totes les vicissituds d'un agitat segle i de visions personals que no sempre van ajudar al seu desenvolupament, fins que el 1935 es va lliurar l'administració de la biblioteca a Alfonso Habita Taronger, qui li va donar vida pròpia i la denominació de Biblioteca General, oberta a l'ús de la comunitat estudiantil de la ciutat.

### Teatre Universitari
Compta amb una àrea de 4362 m², amb capacitat per 1500 persones i un hall per a exposicions. El teatre pot ser utilitzat per les dependències de la Universitat, institucions afins a la Universitat, i el públic en general. A l'any es realitzen més de 330 activitats culturals a les quals assisteixen prop de 183.806 persones.

### Editorial Universitat d'Antioquia
L'Editorial Universitat d'Antioquia publica les millors produccions científiques i culturals punt de la universitat com d'altres sectors del món acadèmic i intel·lectual.

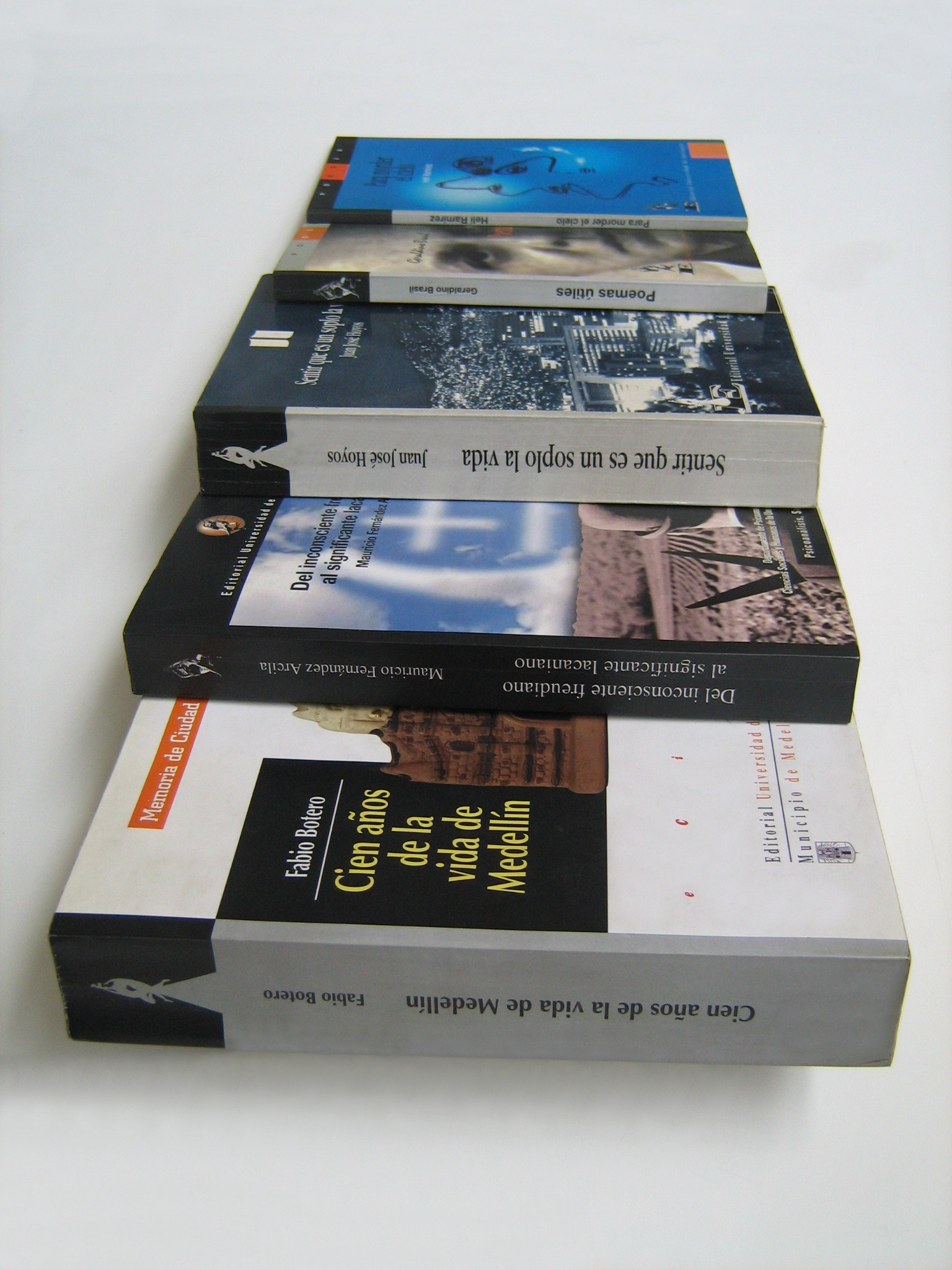
Alguns llibres publicats per l'Editorial UdeA.

### Emissora Cultural
L'Emissora Cultural Universitat d'Antioquia és una radio estació de caràcter cultural i acadèmic amb seu a l'Edifici Sant Ignacio, està integrada per set estacions, dues d'elles amb seu en Medellín, 1410 AM i 101.9 FM i les restants situades en les subregiones d'Urabá, Baix Cauca, Magdalena Mitjà, Sud-oest i Orienti antioqueños.
Amb l'arribada de l'Emissora Cultural, va sorgir llavors una preocupació per arxivar els sons que fan part de la memòria de la universitat i de l'emissora. Per a aquesta raó es va crear la Fonoteca per conservar de la memòria sonora compilada per l'emissora: conferències, entrevistes, successos, peces musicals, etc. La Fonoteca digitalitza els també els arxius sonors antics gravats en cintes i altres suports fràgils.

### Banda Simfònica Universitat de Antioquia

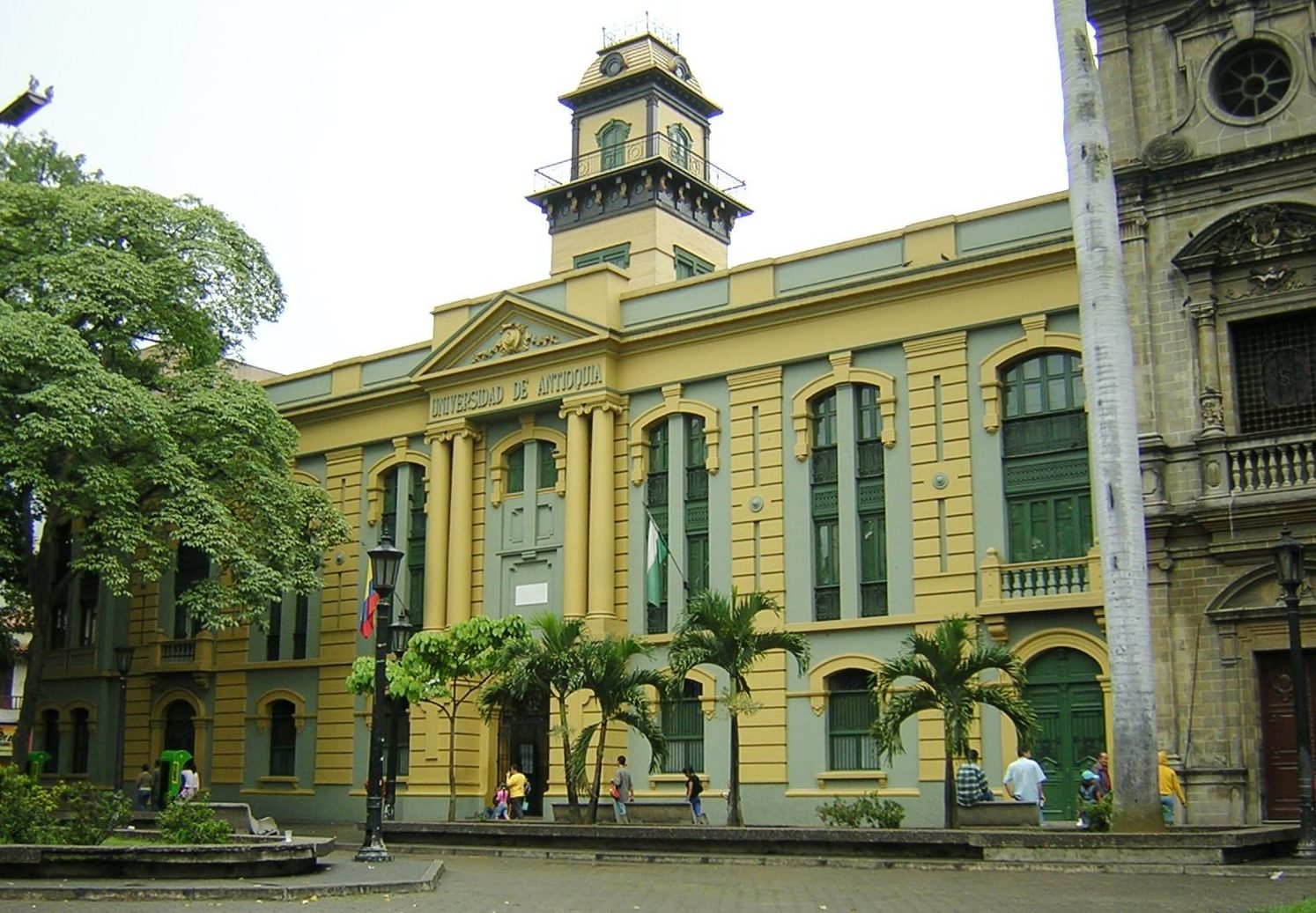
Edifici Sant Ignacio.

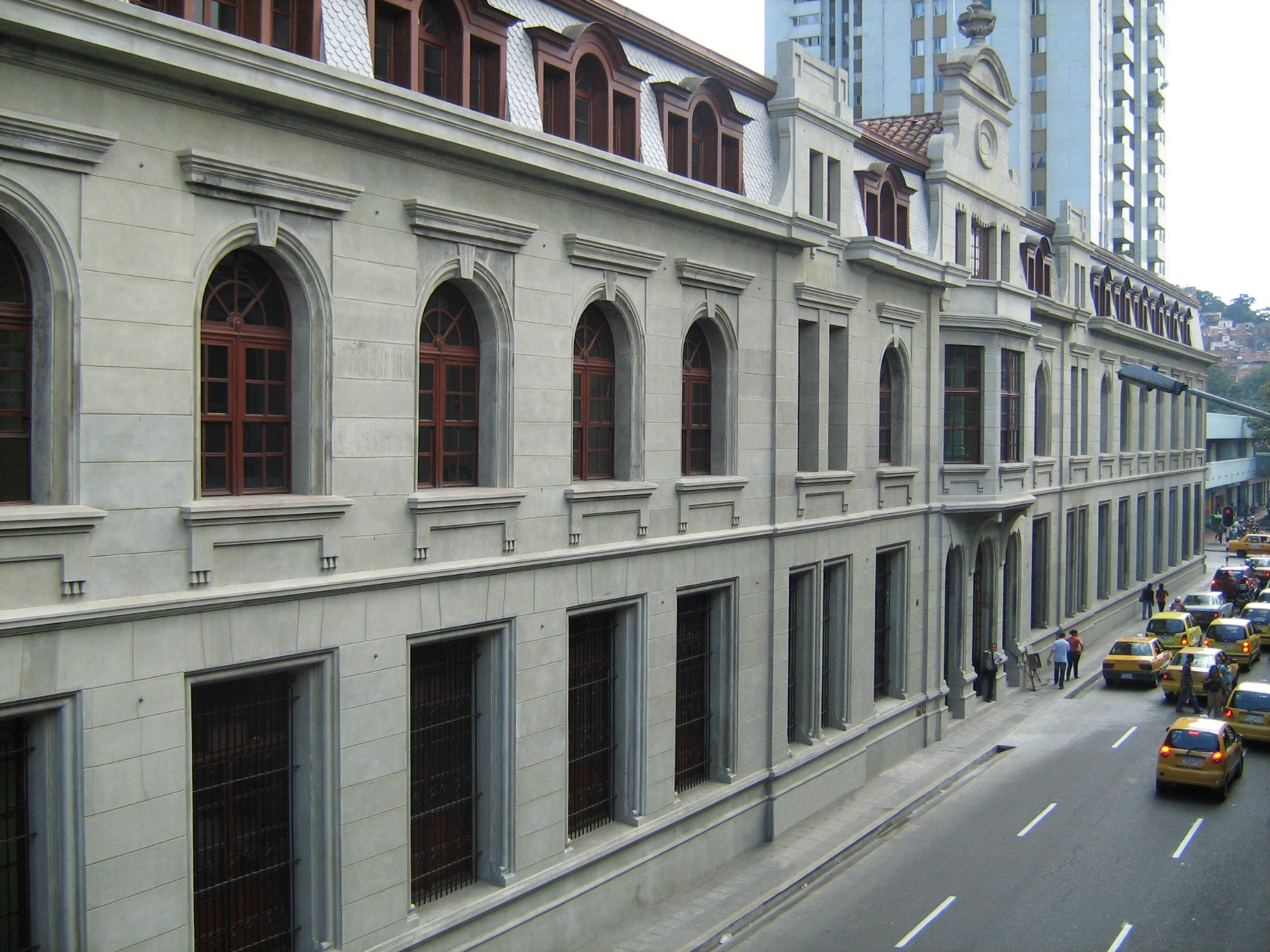
Antiga seu de la Facultat de Dret.

La Banda Simfònica Universitat d'Antioquia fundada el 1954, és el conjunt simfònic més antic de la ciutat de Medellín, declarada com a Patrimoni Cultural de la Ciutat. Fa part de la Facultat d'Arts de la Universitat i té com a seu el Teatre Universitari. Té uns cinquanta membres, professors i estudiants. Organitza concerts i grava obres significatius. Una de les seves tradicions més conegudes és el seu concert anomenat la «Retreta del Parc», el qual, es realitza els tres primers diumenges del mes al Parc de Bolívar i l'últim diumenge al Centre Comercial Unicentro.

### Universitat d'Antioquia Televisió
Universitat d'Antioquia Televisió és la productora de televisió oficial que existeix des de 1982. La seva llarga trajectòria li ha permès realitzar aportacions importants per a la construcció i l'enfortiment del primer canal regional de Colòmbia: Teleantioquia, així com per a la creació del primer canal universitari del país: Canal O, del qual, la Universitat és sòcia i gestora juntament amb altres quatre institucions d'educació superior de la ciutat.

## Convenis educatius[calcitació]
- Nacional
  - Associació Colombiana d'Universitats -ASCUN-
  - Fons de Desenvolupament de l'Educació Superior -FODESEP-
  - Sistema Interinstitucional d'un Grup d'Universitats Encaminat a la Mobilitat Estudiantil -SIGUEME- 
  - Xarxa Universitària Antioqueña -RUANA- Arxivat 2019-01-24 a Wayback Machine.  Arxivat 2019-01-24 a Wayback Machine.
  - Xarxa d'Educació Nacional de Tecnologia Avançada -RENATA-
  - Subsistema d'Educació Superior de Antioquia -SESA-
- Internacional
  - Universia Xarxa universitària Iberoamericana
  - Associació Universitària Iberoamericana de Postgrau -AUIP-
  - Xarxa Europea-Llatí Americana de Física d'Altes Energies -HELEN-